# Jürgenstorf
Jürgenstorf ist eine Gemeinde im Landkreis Mecklenburgische Seenplatte. Die Gemeinde liegt nordwestlich von Neubrandenburg. Sie gehört dem Amt Stavenhagen an, das seinen Verwaltungssitz in der Reuterstadt Stavenhagen hat.

## Geografie und Verkehr
Jürgenstorf liegt etwa fünf Kilometer südlich von Stavenhagen. Die B 194 führt durch die Gemeinde. 

## Ortsteile
- Jürgenstorf
- Krummsee
- Rottmannshagen
- Voßhagen

## Geschichte
Jürgenstorf wurde vermutlich im Rahmen der deutschen Ostkolonisation gegründet und nach einem Lokator Jürgen benannt. Im Dreißigjährigen Krieg wurde der Ort fast vollständig zerstört. Von den ansässigen neun Bauern- und sieben Kossätenstellen überlebten nur vier Personen. Die zerstörte Kirche wurde 1700 wieder erbaut. Das barocke Gutshaus Jürgenstorf wurde im 18. Jahrhundert erbaut. Durch den Neubau des Gebäudes von 1910 wurde die Anlage stark verändert. Zwei Torhäuser aus dem 18. Jahrhundert sind in ihrem ursprünglichen Zustand erhalten. Gutsbesitzer waren u. a. 1792 der preußische Rittmeister und Klosterhauptmann von Kloster Dobbertin, August Friedrich von Lowtzow, dem auch die Güter Rensow und Klaber gehörten. Er war verheiratet mit Melusine, geb. von Levitzow. 1798 erwarb der Landrat Gustav Dietrich von Oertzen das Gut. Dessen Sohn (Georg) Ludwig von Oertzen (1801–1878) erbte es nach 1839, welcher mit Helene, geb. von Boddien (1812–1863), verheiratet war. 1869 erwarb das Gut Friedrich (Helmuth Anton) von Blücher (1843–1917), verheiratet mit Auguste, geb. von Levetzow (1855–1927). Es folgte als Besitzer deren Sohn Friedrich Jobst Alexander August von Blücher (1878–1933), verheiratet mit Henriette, geb. von Hertzberg (* 1883). Bis 1945 blieb das Rittergut in Blücherschem Familienbesitz. Seit 1945 wird das Gutshaus als Wohnhaus genutzt. Ein Geräte- und Stallgebäude von 1892 wurde nach 1990 in ein Wohnhaus umgebaut.
Krummsee und Voßhagen sind beide ehemalige kleine Gutsdörfer. In Krummsee bestimmen Aufsiedlungsgehöfte das Dorfbild. Gut Voßhagen war seit 1869 im Besitz der Familie von Blücher; das kleine Gutshaus im Stil eines Pächterhauses steht leer und droht zu verfallen. Empfohlen für ein Notsicherungsprogramm.
Rottmannshagen wurde als Rathenow urkundlich erwähnt. Die heutige Namensendung hagen kam um 1400. Gutsbesitzer waren u. a. die Familie von Maltzahn (1482–1875) und Wahnschaffe (bis 1945). Das barocke Herrenhaus von 1732 brannte 1945 ab. Hier entstand ein kleinerer Neubau.

## Politik

### Gemeindevertretung und Bürgermeister
Der Gemeinderat besteht (inkl. Bürgermeister) aus acht Mitgliedern. Die Wahl zum Gemeinderat am 26. Mai 2019 hatte folgende Ergebnisse:
| Partei/Bewerber                | Prozent | Sitze |
| ------------------------------ | ------- | ----- |
| Wählergemeinschaft Jürgenstorf | 57,33   | 5     |
| CDU                            | 33,99   | 2     |
| Die Linke                      | 08,68   | 1     |

Bürgermeister der Gemeinde ist Norbert Köhler (CDU), er wurde mit 80,00 % der Stimmen gewählt.

### Wappen, Flagge, Dienstsiegel
Die Gemeinde verfügt über kein amtlich genehmigtes Hoheitszeichen, weder Wappen noch Flagge. Als Dienstsiegel wird das kleine Landessiegel mit dem Wappenbild des Landesteils Mecklenburg geführt. Es zeigt einen hersehenden Stierkopf mit abgerissenem Halsfell und Krone und der Umschrift „GEMEINDE JÜRGENSTORF • LANDKREIS MECKLENBURGISCHE SEENPLATTE“.

## Sehenswürdigkeiten

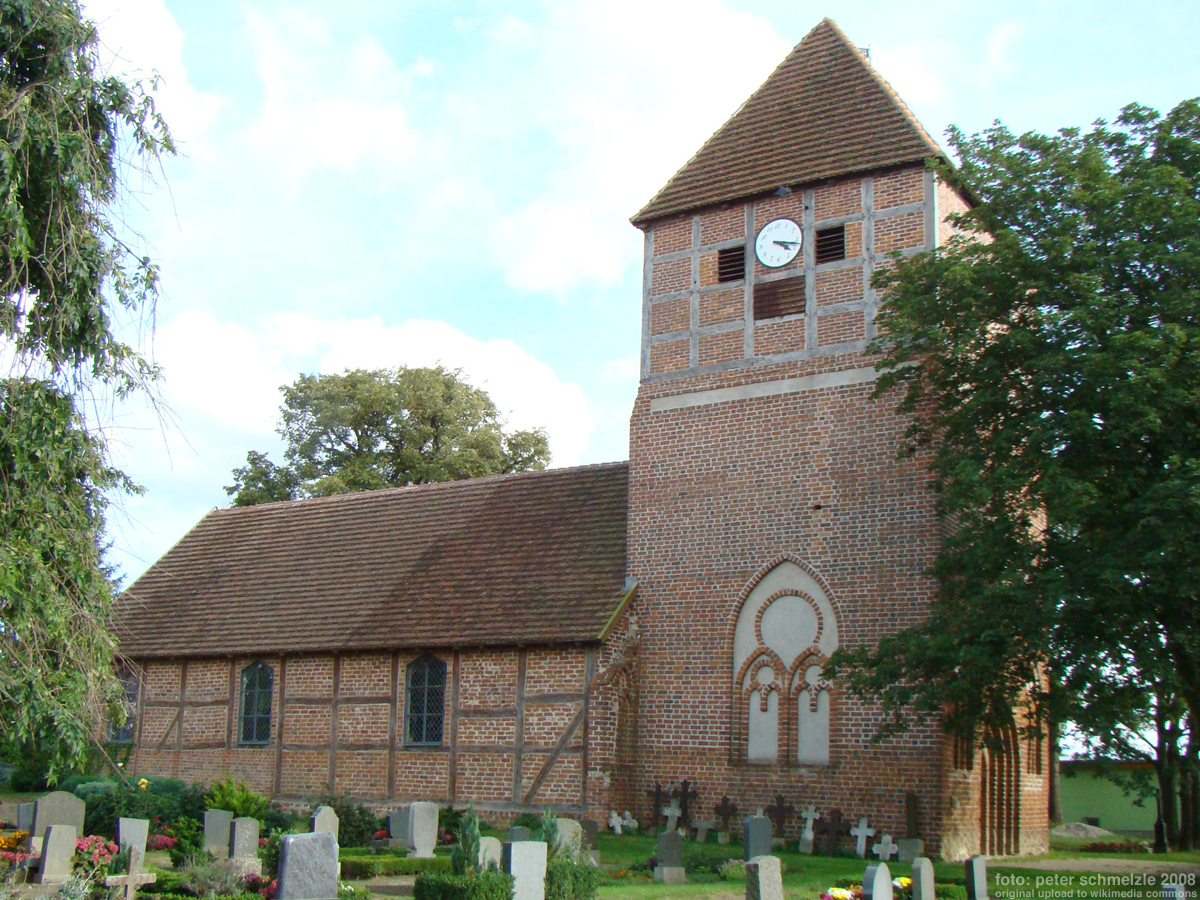
Dorfkirche Jürgenstorf

- Dorfkirche Jürgenstorf, eine Fachwerkkirche von 1700: Teile der Kirche, insbesondere der Unterbau des rechteckigen Westturms, stammen von einem Vorgängerbau von um 1400. Zur historischen Ausstattung der Kirche zählen ein Schnitzaltar aus dem späten 15. Jahrhundert mit vielfiguriger Kreuzigungsgruppe sowie Figuren aller zwölf Apostel, außerdem eine weitere alte geschnitzte Kreuzigungsgruppe sowie Kanzel und Patronatsloge aus dem 18. Jahrhundert.
Auf dem umliegenden Friedhof Jürgenstorf befindet sich das Grab des Gutsinspektors Johann Friedrich Schecker (1775–1848), den man gemeinhin für das Vorbild von Fritz Reuters literarischer Figur des Unkel Bräsig hält. Dieser Identifikation Bräsigs wurde von einem Sohn Scheckers jedoch widersprochen, der als Vorbild der literarischen Figur einen Inspektor Wiese ins Gespräch brachte, welcher zu Reuters Zeiten in der Region wirkte.[16] An den Gutsinspektor Bräsig erinnert auch eine Skulptur des Bildhauers Günter Kaden auf dem Entspektor-Bräsig-Platz.
- Gutshaus Jürgenstorf von 1910, später Umbau zum Wohnhaus; erhaltene barocke Torhäuser der früheren Anlage[17]
- Technikmuseum Jürgenstorf, Sitz des örtlichen Oldtimervereins
- Gutsanlage Rottmannshagen mit den sanierten, zweigeschossigen Kavaliershäusern aus Backstein mit Mansarddächern und einigen Wirtschaftsgebäuden. Das Herrenhaus im Barockstil von 1732 brannte 1945 ab. Es war im Besitz der Familie von Maltzahn und ging 1875 an die Familie Wahnschaffe, die das Gut bis 1945 bewirtschaftete.
- Kapelle Rottmannshagen mit Friedhof.

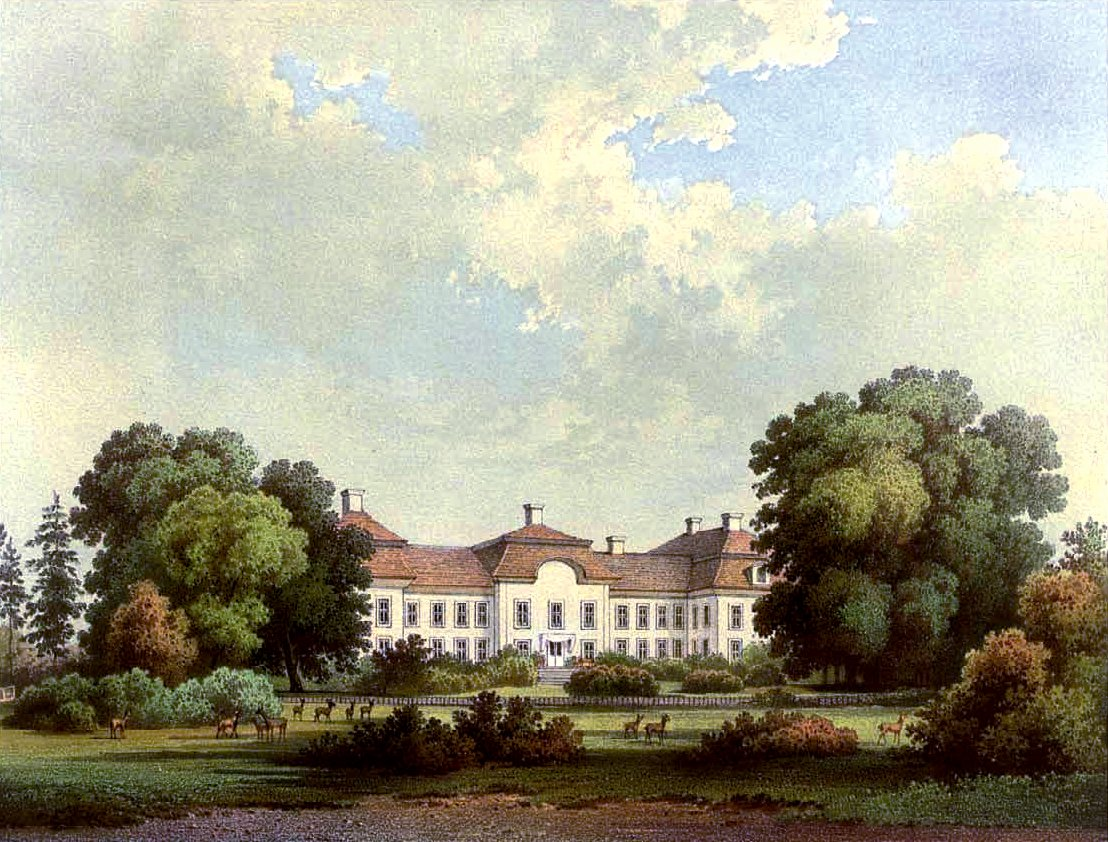
Gutshaus Rottmannshagen (im 19. Jahrhundert)
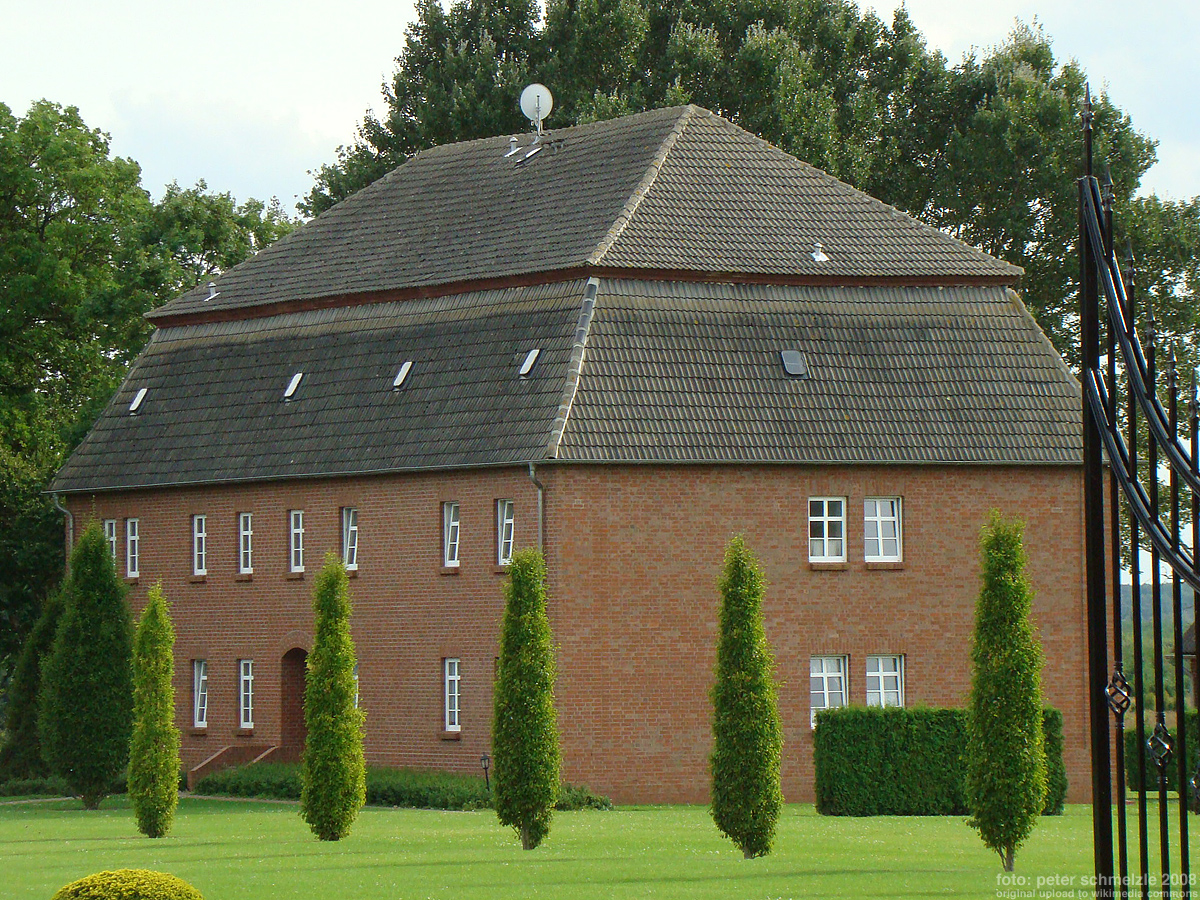
Kavalierhaus Gut Rottmannshagen
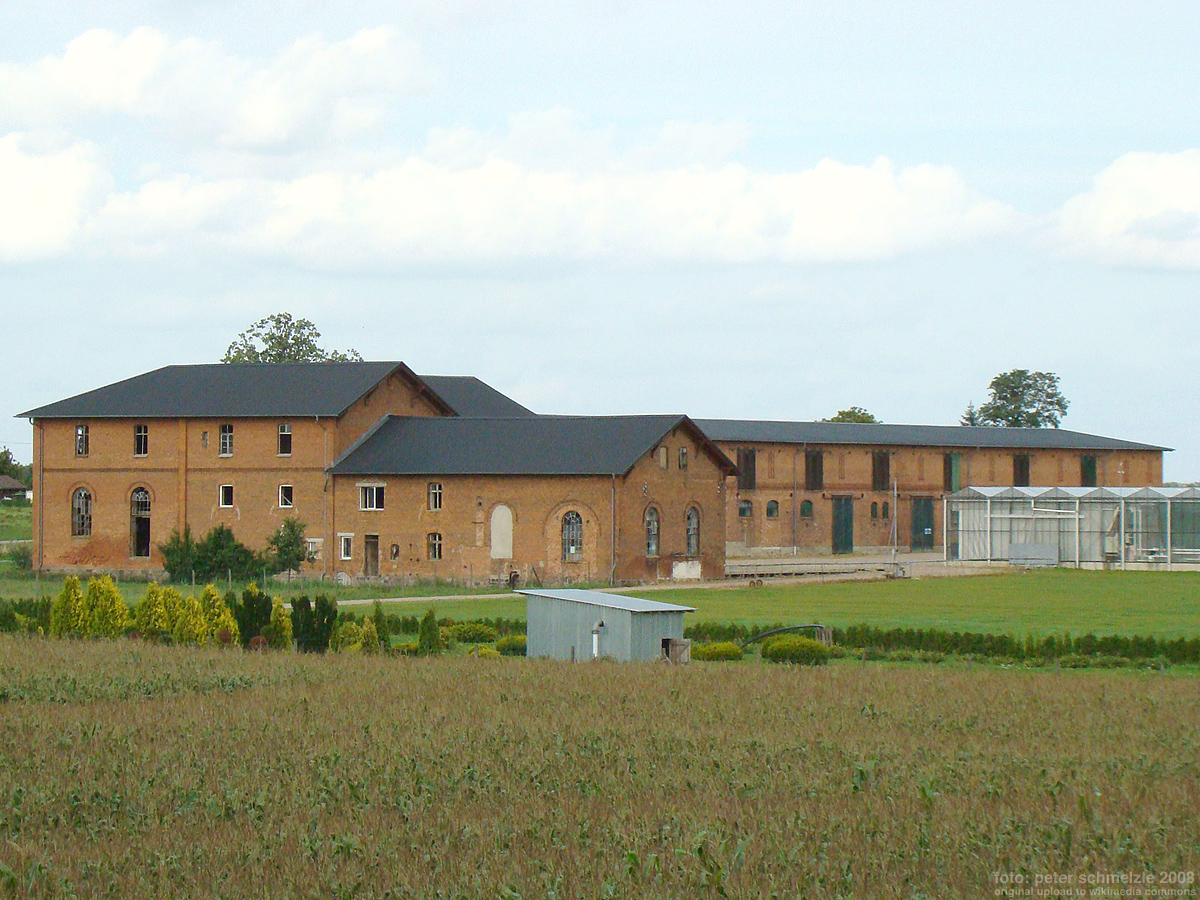
Wirtschaftsgebäude Gut Rottmannshagen
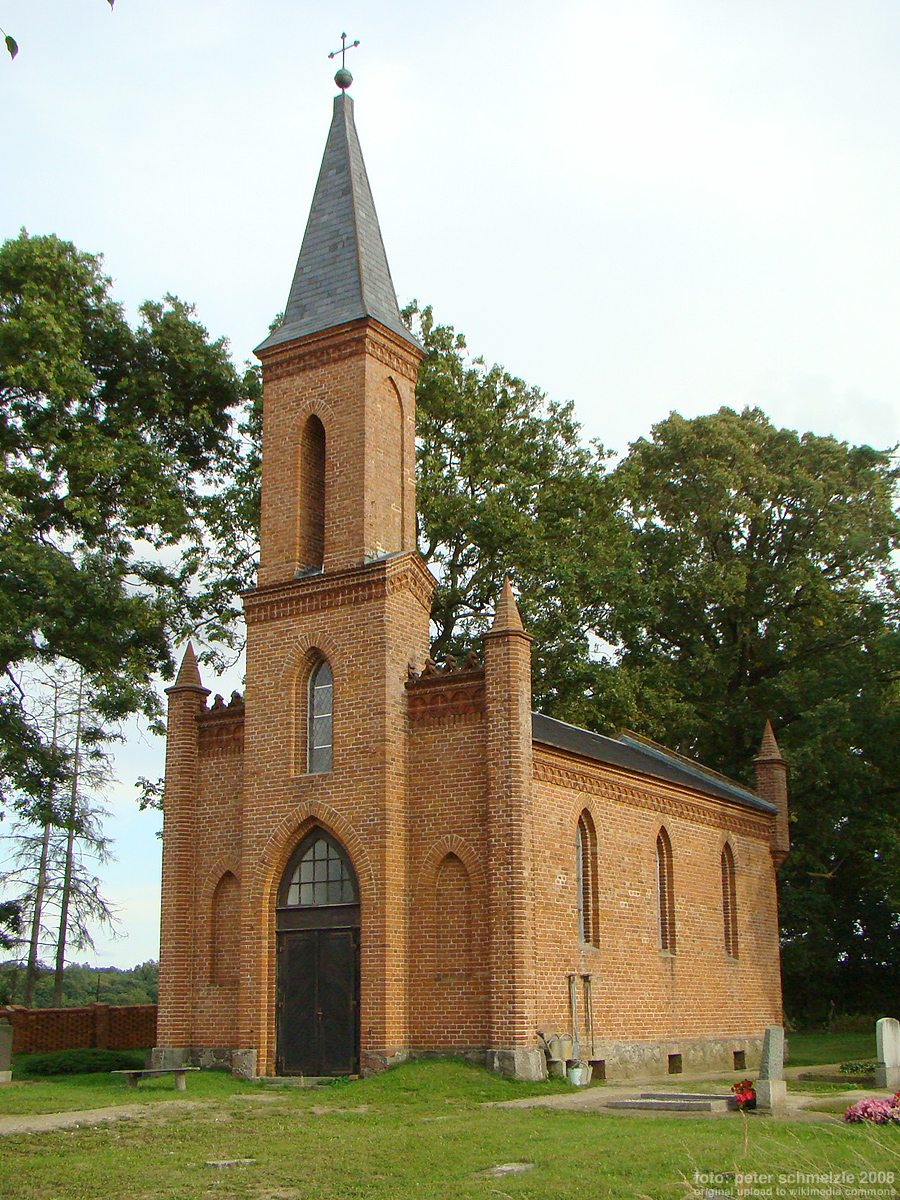
Kapelle in Rottmannshagen